# Liam Hawley
Liam Hawley ist ein US-amerikanischer Schauspieler.

## Leben
Hawley begann 2013 im Film Dearly Departed mit seiner Schauspiellaufbahn. In den nächsten Jahren folgten Besetzungen in einer Reihe von Kurzfilmen sowie Episodenrollen in Fernsehserien und Nebenrollen in Filmproduktionen. 2021 übernahm er die Rolle des Meeresbiologen Del Collins im Abenteuerfilm The Devil’s Triangle – Das Geheimnis von Atlantis und fungierte als einer der Hauptdarsteller.

## Filmografie (Auswahl)
- 2013: Dearly Departed
- 2014: All About Reeves (Fernsehfilm)
- 2014: A Short Film About Submitting a Short Film About Submitting a Short Film (Kurzfilm)
- 2014: My Name Is Nobody
- 2015: Leviathan (Fernsehserie, Episode 1x01)
- 2016: Movie Madness
- 2016: The Light Over Phoenix (Kurzfilm)
- 2016: The Virus (Kurzfilm)
- 2016: Paranormal Witness (Fernsehserie, Episode 5x10)
- 2016: 666: Teen Warlock (Fernsehfilm)
- 2016: Elastic Heart
- 2019: Crocotta (Kurzfilm)
- 2019: The Cause (Kurzfilm)
- 2020: Consciously Incompetent (Fernsehserie, 9 Episoden)
- 2021: Samland
- 2021: The Devil’s Triangle – Das Geheimnis von Atlantis (Devil's Triangle)